# Paralomis longidactylus
Paralomis longidactylus is een tienpotigensoort uit de familie van de Lithodidae. De wetenschappelijke naam van de soort is voor het eerst geldig gepubliceerd in 1972 door Birstein & Vinogradov.